# Matignon (cuisine)
Pour les articles homonymes, voir Matignon.
En cuisine, le matignon est une mirepoix dont les ingrédients sont émincés plutôt que coupés en dés ; le mélange est aussi plus corsé. Contrairement à la mirepoix, ce n'est pas une préparation, car il peut être servi en tant que plat d'accompagnement.

## Ingrédients
Le matignon est un mélange de légumes émincés. On trouve habituellement de l'oignon (et/ou du poireau), du céleri, des carottes, avec addition de thym et de feuilles de laurier, le tout sué au beurre à feu doux jusqu'à ce que les légumes ramollissent et deviennent translucides (fondus mais pas brunis). On assaisonne de sel, d'une pincée de sucre (si besoin est) et on déglace au vin blanc ou au madère,.
Si on ajoute du lard ou du jambon au matignon, il est défini comme « au gras ». Pour la version sans viande, elle est appelée « au maigre ».
Le matignon peut servir de lit sur lequel viande, poulet ou poisson cuisent. Il peut aussi être utilisé en guise de farce. La préparation peut aussi être servie en tant que plat d'accompagnement.